# Kieserl
Das Kieserl ist ein 1954 m ü. A. hoher Berg in der Ankogelgruppe der Zentralalpen im österreichischen Bundesland Salzburg.

## Lage und Umgebung
Der Gipfel des Kieserls erhebt sich an der Grenze der Gemeinden Dorfgastein im Westen und Großarl im Osten. Zwischen den Gipfeln des Kieserls und der Arlspitze im Norden liegt der Gebirgspass Arltörl. An den Hängen erstrecken sich mehrere Almen: die zur Ortschaft Maierhofen gehörende Heumoosalm im Nordwesten und die zur Ortschaft Unterberg gehörenden Roslehen-Heimalm und Roslehen-Hochalm im Nordosten. Der Mayerhofbach hat seinen Ursprung am Berg. In der Nähe des Gipfels gibt es mehrere naturnahe Tümpel und Weiher.
Vom Kieserl führt eine Schipiste ins Tal der Großarler Ache. Die Piste ist über eine Kabinenbahn erschlossen.

## Geologie
In geologischer Hinsicht befindet sich das Kieserl in einem von Phyllit, Kalkschiefer und Quarzit geprägten Gebiet.

## Flora
An den östlichen Hängen wachsen Grünerlen-Buschwälder und an den westlichen Hängen Rostblättrige Alpenrosen (Rhododendron ferrugineum). Eingestreute Kleinseggenriede sind auf beiden Seiten vorhanden.